# Nicella carinata
Nicella carinata is een zachte koraalsoort uit de familie Ellisellidae. De koraalsoort komt uit het geslacht Nicella. Nicella carinata werd in 1910 voor het eerst wetenschappelijk beschreven door Nutting. 